# Парадокс вращения монеты

Подвижная монета совершает два оборота вокруг своей оси, делая один оборот вокруг неподвижной монеты такого же радиуса

Парадокс вращения монеты формулируется следующим образом: монета, катящаяся по краю другой монеты такого же размера, чтобы оказаться в первоначальном положении выполнит не один, а два полных оборота вокруг своей оси, если смотреть на неё со стороны внешнего наблюдателя. Это утверждение можно обобщить для окружностей разного радиуса формулой R/r + 1, в которой наличие «лишней» единицы неочевидно, но вполне доказуемо.
Особенности вращения в разных системах отсчёта издавна рассматривались в астрономии. В книге Якова Перельмана «Живая математика» (1934 год) предлагалась подобная задача как элемент занимательной математики. В США внимание к парадоксу было привлечено после того, как аналогичная задача была включена в американский тест SAT, и при этом ни один из предусмотренных вариантов ответа не был правильным.

## Описание

Путь одной точки на краю движущейся монеты является кардиоидой; точка делает только один оборот

Для проведения наглядного эксперимента возьмём две одинаковые монеты — у них будет одинаковый радиус. Удерживая монету A неподвижно и вращая монету Б вокруг A, следует избегать проскальзывания в точке контакта. Когда монета Б достигнет противоположной от старта стороны, она совершит один полный оборот. Продолжение движения монеты Б до первоначальной точки обеспечит завершение второго оборота. Таким образом, катясь по ребру неподвижной монеты А на длину её окружности, монета Б совершает два полных оборота. Это контринтуитивно: могло бы показаться, что два полных оборота должно хватить для преодоления расстояния, равного удвоенной длине такой же окружности. В действительности, поскольку окружности обеих монет равны, монета Б катилась только на расстояние, равное её собственной окружности, то есть на один оборот. На анимации видно, что выделенная точка на окружности подвижной монеты за полный оборот вокруг неподвижной монеты описывает кардиоиду и касается поверхности неподвижной монеты только один раз. Второй оборот возникает вследствие того, что путь, по которому катилась монета, сам является окружностью, что аналогично полному вращению монеты Б без качения, «на месте», и этот дополнительный оборот не зависит от размера огибаемого объекта.
Один из способов визуализации разницы в составных частях эффекта — это «вытянуть» окружность монеты A в прямую линию. Монета Б при качении по прямой на заданное расстояние сделает только один оборот. Теперь рассмотрим скольжение (без качения) одной неизменной точкой монеты Б по этому же пути. Вращения не происходит. Но если соединить концы линии в окружность (поверхность монеты А), то скольжение по замкнутой линии всегда даст один полный оборот вне зависимости от длины пройденного пути.
Другим вариантом визуализации является рассмотрение случая движения монеты по периметру квадрата. Качение по стороне квадрата будет вызывать соответствующее вращение монеты, которое зависит только от длины стороны. Но на углу квадрата для обеспечения непрерывности дальнейшего движения без проскальзывания монету придётся повернуть на 90 градусов без прохождения какого-либо пути по поверхности квадрата. Четыре угла обеспечивают 360 градусов поворота монеты дополнительно к тому, что будет в результате качения по периметру квадрата.

## Аналогичные задачи для неравных радиусов

Пример, когда R = 3 r. На рисунке 1, когда R выпрямлено, количество оборотов (количество раз, когда стрелка указывает вверх) R/r = 3. На рисунке 2, когда R было восстановлено в круг, монета совершает дополнительный оборот, давая R/r + 1 = 4. [ (анимация)

В американском тесте для абитуриентов SAT в мае 1982 был вопрос:

Радиус круга А составляет 1/3 радиуса круга Б. Начиная с положения, показанного на рисунке, круг A катится вокруг круга Б. Через сколько оборотов круга A центр круга A впервые достигнет своей начальной точки?
Варианты ответа:

(a)  2⁄3
(b)  3
(c)  6
(d)  9⁄2
(e)  9

После теста независимо друг от друга трое абитуриентов пожаловались на ошибку в задании и доказали, что правильный ответ 4, которого не было среди вариантов. Ошибку признали и сообщили, что полученные баллы за тест будут пересчитаны по всей стране, чтобы исключить из результатов оценку за данную задачу.
Позже была отмечена и лингвистическая неточность формулировки. В тексте вопроса «Через сколько оборотов…» на английском языке был использован термин «revolution», которым в астрономии обозначают полный оборот одного объекта вокруг другого (например, годовой оборот Земли вокруг Солнца). Этот термин может обозначать и вращение объекта вокруг своей оси, но обычно в таком случае используется термин «rotation», а для «revolution» такая трактовка гораздо менее распространена. С учётом разницы в терминологии на поставленный вопрос «Через сколько оборотов…» можно ответить, что круг А сделает один оборот вокруг круга Б и его центр достигнет начальной точки.
В книге Якова Перельмана «Живая математика» (первое издание было в 1934 году) есть похожая задача № 38 «Две зубчатки»:

Шестерёнка о 8 зубцах сцеплена с колесом, имеющим 24 зубца. При вращении большего колеса шестерёнка обходит кругом него. Спрашивается, сколько раз обернётся шестерёнка вокруг своей оси за то время, пока она успеет сделать один полный оборот вокруг большей зубчатки?
В описании решения этой задачи Перельман лишь констатирует, что шестерёнка сделает не три, а четыре оборота, и затем предлагает провести наглядный эксперимент с двумя одинаковыми монетами. В конце без каких-либо математических обоснований делается не очень точный конечный вывод: «Вообще когда тело, вертясь, движется по кругу, оно делает одним оборотом больше, чем можно насчитать непосредственно».
Тем не менее, задача имеет аналитическое решение, хотя и более сложное, чем наглядная демонстрация.

## Анализ и решение для замкнутой кривой

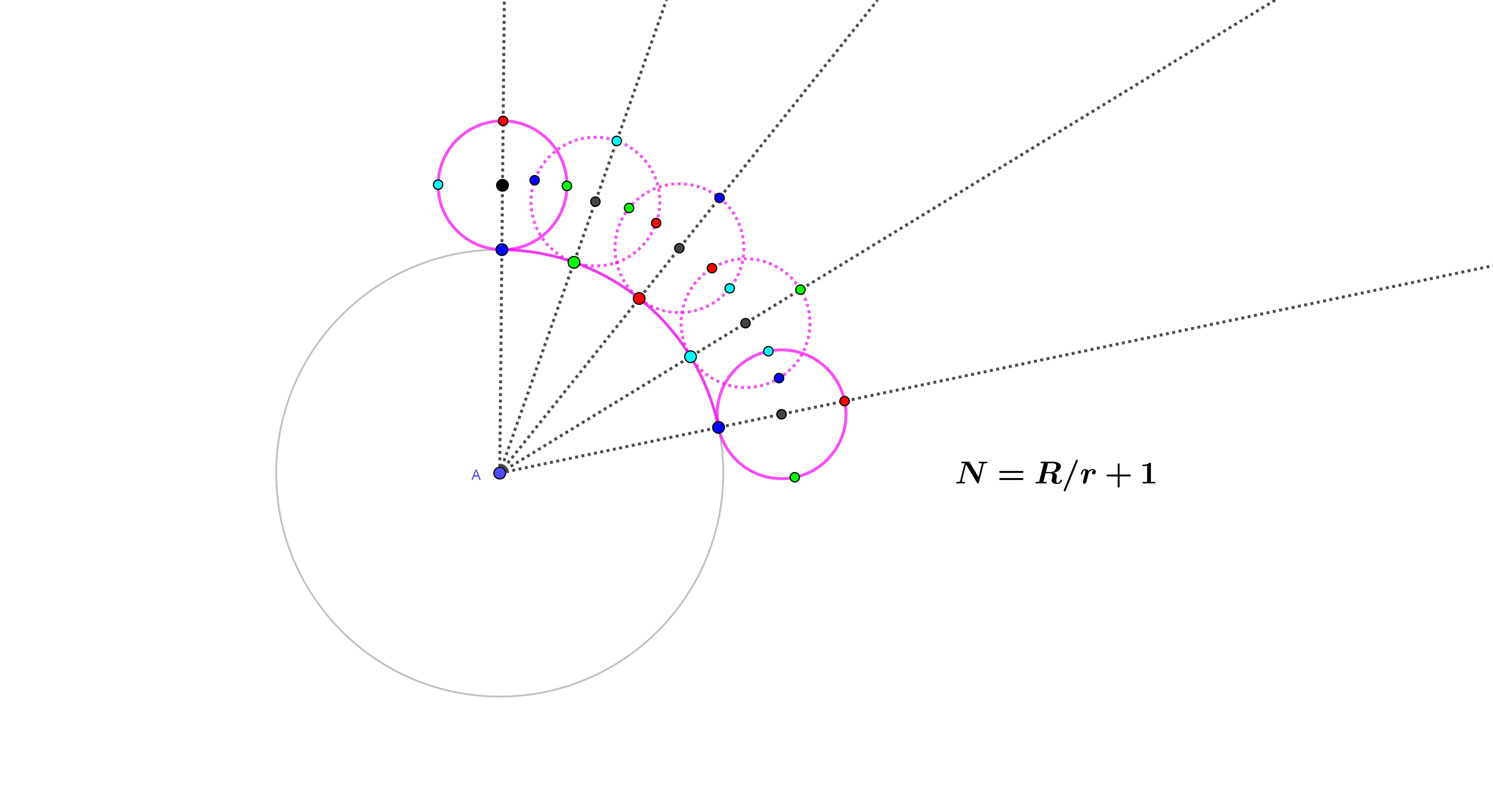
Вращение меньшей монеты вокруг большей

Для поиска математического решения данной задачи требуется рассмотреть перемещение центра подвижной монеты. Окружность неподвижной монеты и траектория центра подвижной монеты образуют два концентрических круга. Радиус внешнего круга представляет собой сумму радиусов монет; следовательно, подвижный центр перемещается на расстояние вдвое больше длины окружности одной монеты.
Монета радиуса r, катящаяся вокруг монеты радиуса R, делает R/r + 1 вращений. Это происходит потому, что центр катящейся монеты движется по кругу радиусом R + r, тогда отношение длины, пройденной центром катящейся монеты, к длине её собственной окружности будет 2 π (R + r)/2 π r = R/r + 1. В предельном случае, когда R = 0, монета радиуса r сделает 0/r + 1 = 1 простой оборот вокруг своей нижней неподвижной точки.
Вообще, форма, вокруг которой катится монета, не обязательно должна быть именно кругом: один дополнительный оборот прибавляется к соотношению длины окружности к периметру любого простого многоугольника или вообще замкнутой кривой, которая не пересекает сама себя. Круг будет лишь частным случаем такой кривой.
Если рассматривать случай движения монеты внутри кривой, то пройденная центром монеты линия будет отодвинута внутрь на величину радиуса монеты, что уменьшит её длину ровно на длину окружности монеты. Таким образом вместо добавления одного оборота к соотношению длин периметров, надо вычитать один оборот из такого соотношения.

## Другие проявления парадокса

При вращении Земли вокруг своей оси и вокруг Солнца между положениями 1 и 2 проходят звёздные сутки, между 1 и 3 — солнечные

В астрономии эффект, приводящий к такому парадоксу, связан с различием между звёздным временем и солнечным. Так, звёздные сутки — это время, за которое Земля делает один оборот вокруг своей оси, и за это время удалённые звёзды возвращаются в то же положение на небе для земного наблюдателя. При этом такое время не совпадает с длиной солнечных суток — времени, за которое Солнце возвращается в тот же меридиан неба. Год (период одного оборота Земли вокруг Солнца) содержит примерно 365,25 солнечных суток, но 366,25 звёздных суток. Так как солнечные сутки имеют 24 часа, можно узнать продолжительность года в часах, а потом для вычисления длины звёздных суток поделить полученную величину на число звёздных суток в году (которое для любой планеты всегда будет на единицу больше числа солнечных суток). Получится примерно 365,25 × 24 часа/366,25 = 23 часа 56 минут и 4,09 секунды. Международным астрономическим союзом установлены для Земли специальные правила для более точного определения соотношения солнечных и звёздных суток.
Известно, что Луна всегда обращена к Земле одной стороной. Многие люди на основании этого делают вывод, что Луна не вращается вокруг своей оси. Однако если бы она действительно не вращалась в гелиоцентрической системе координат, то можно было бы наблюдать обратную сторону Луны из отдельных районов Земли. Луна делает один оборот вокруг собственной оси ровно за время облёта по орбите вокруг Земли, и это является не случайным совпадением, а следствием приливного захвата, который гравитационно «привязывает» одну часть Луны к Земле и тем самым синхронизирует её вращение с облётом вокруг Земли. При рассмотрении вращения монеты видно, что его можно разложить на две составляющие — качение по поверхности и один дополнительный оборот даёт огибание по кругу неподвижной монеты. Однако, в отличие от монеты, Луна не катится по Земле. Наоборот, приливной захват гарантирует, что только одна её сторона всегда будет обращена к Земле, что аналогично только скольжению (без качения) подвижной монеты вокруг неподвижной. Качение исчезает, остаётся только огибание по кругу. Наблюдаемый в гелиоцентрической системе координат один оборот Луны вокруг своей оси происходит исключительно из-за её полного облёта вокруг Земли.
Версия парадокса возникает в теории групп, в частности в исследовании группы Ли, известном как G2. Одна из конструкций этой группы использует тот факт, что шар, катящийся вокруг другого шара с тройным радиусом, совершит четыре полных оборота, а не три.